# Itália no Festival Eurovisão da Canção Júnior
A Itália estreou no Festival Eurovisão da Canção Júnior 2014 em Malta.

## História
A emissora italiana RAI selecionou a estreia do país por meio de uma seleção interna. Vincenzo Cantiello foi o escolhido levando a canção "Tu primo grande amore" que venceu com um total de 159 pontos. Isso fez da Itália o segundo país a vencer com a estreia, depois da vitória da Croácia na primeira edição. Antes da estreia na Itália, havia duas músicas cantadas em italiano: "Birichino", Suíça em 2004 e "Ooo Sole intorno a me",  San Marino em 2013.
Em 2015, a emissora italiana decidiu participar novamente, desta vez enviando para o concurso as gêmeas Chiara e Martina Scarpari. No entanto, a Itália terminou apenas em 16º lugar na competição, somando 34 pontos. No ano seguinte, a Itália alcançou seu segundo pódio, terminando em terceiro.
A Itália desistiu do concurso de 2020 por causa da pandemia de COVID-19 e apesar de anunciar inicialmente que não voltaria ao festival em 2021, eles retornaram à competição, onde sua participante Elisabetta Lizza ficou em 10º lugar com 107 pontos.

## Idiomas a concurso
| Idioma           | Vezes |
| ---------------- | ----- |
| Italiano, Inglês | 9     |

## Participação
Legenda
     Vencedor
     2.º lugar
     3.º lugar
     Pontuação Nula ("Null Points")/Último Lugar
     Melhor classificação (fora do top 3)
     Qualificação para a final (fora do top 3)
     País-anfitrião
     Desclassificado
| #   | Ano           | Artista                            | Canção | Tradução                                                                                            | Língua                            | Lugar                             | Pontos                            |
| --- | ------------- | ---------------------------------- | --- | --------------------------------------------------------------------------------------------------- | --------------------------------- | --------------------------------- | --------------------------------- |
| 1º  | Marsa 2014    | Vincenzo Cantiello                 | "Tu primo grande amore" C: Alterisio Paoletti, Fabrizio Berlincioni, Leonardo de Amicis L: Fabrizio Berlincioni, Francesca Giuliano, Vincenzo Cantiello | O teu primeiro amor                                                                                 | Italiano & Inglês                 | 1º                                | 159                               |
| 2º  | Sófia 2015    | Chiara Scarpari & Martina Scarpari | "Viva" C:Adriano Pennino, Luigi D'Alessio L:Chiara Scarpari, Fabrizio Berlincioni, Martina Scarpari                                                     | "Viva" C:Adriano Pennino, Luigi D'Alessio L:Chiara Scarpari, Fabrizio Berlincioni, Martina Scarpari | Italiano & Inglês                 | 16º                               | 34                                |
| 3º  | Valeta 2016   | Fiamma Boccia                      | "Cara Mamma" C:Alessandro Ghironi, Francesco Spadoni, Marco Iardella L:Fiamma Boccia, Francesco Spadoni, Marco Iardella                                 | Querida mãe                                                                                         | Italiano & Inglês                 | 3º                                | 209                               |
| 4º  | Tbilisi 2017  | Maria Iside Fiore                  | "Scelgo (My Choice)" C:Marco lardella, Stefano Rigamonti L:Fabrizio Palaferri, Maria Iside Fiore, Stefano Rigamonti                                     | Minha escolha                                                                                       | Italiano & Inglês                 | 11º                               | 86                                |
| 5º  | Minsk 2018    | Marco Boni & Melissa Di Pasca      | "What is Love" C:Franco Fasano, Marco Iardella L:Fabrizio Palaferri, Marco Boni, Mario Gardini, Melissa Di Pasca                                        | O que é o amor                                                                                      | Italiano & Inglês                 | 7º                                | 151                               |
| 6º  | Gliwice 2019  | Marta Viola                        | "La voce della terra" C:Franco Fasano, Marco Iardella L:Emilio di Stefano, Fabrizio Palaferri                                                           | A voz da terra                                                                                      | Italiano & Inglês                 | 7º                                | 129                               |
|     | Varsóvia 2020 | Não participou                     | Não participou | Não participou                                                                                      | Não participou                    | Não participou                    | Não participou                    |
| 7º  | Paris 2021    | Elisabetta Lizza                   | "Specchio" C:Franco Fasano, Marco Iardella, Stefano Rigamonti L:Fabrizio Palaferri, Stefano Rigamonti                                                   | Espelho na Parede                                                                                   | Italiano & Inglês                 | 10°                               | 107                               |
| 8º  | Erevã 2022    | Chanel Dilecta                     | "Bla Bla Bla" C:Marco Iardella L:Angela Senatore, Carmine Spera, Fabrizio Palaferri                                                                     | "Bla Bla Bla" C:Marco Iardella L:Angela Senatore, Carmine Spera, Fabrizio Palaferri                 | Italiano & Inglês                 | 11º                               | 95                                |
| 9º  | Nice 2023     | Melissa e Ranya                    | "Un mondo giusto" C & L: Franco Fasano, Marco Iardella                                                                                                  | Um mundo justo                                                                                      | Italiano & Inglês                 | 11º                               | 81                                |
| 10º | Madrid 2024   | Intenção de participar confirmada  | Intenção de participar confirmada | Intenção de participar confirmada                                                                   | Intenção de participar confirmada | Intenção de participar confirmada | Intenção de participar confirmada |

### Galeria

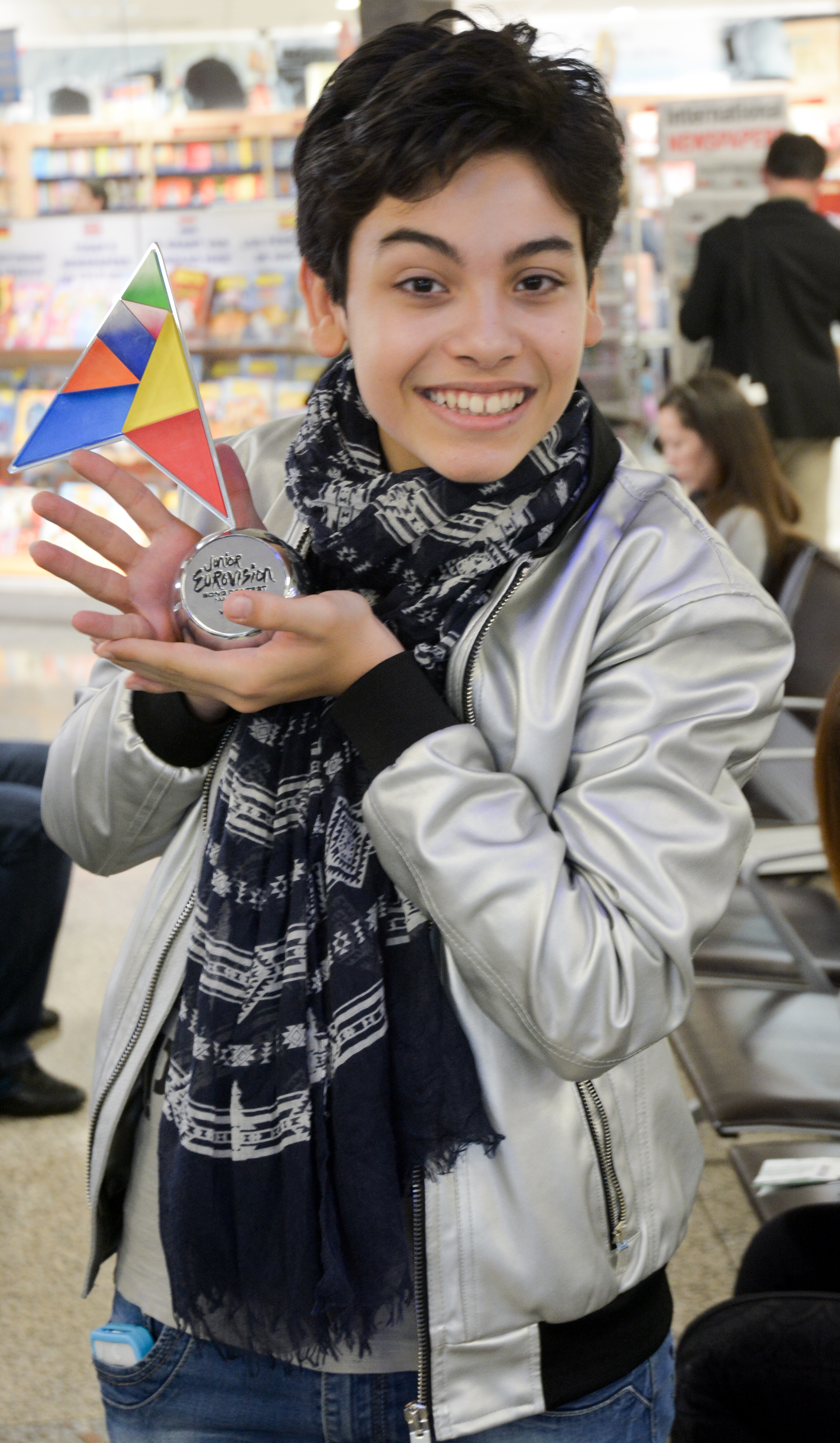
Vincenzo Cantiello no Aeroporto Internacional de Malta com o prêmio do vencedor, após sua vitória (2014)
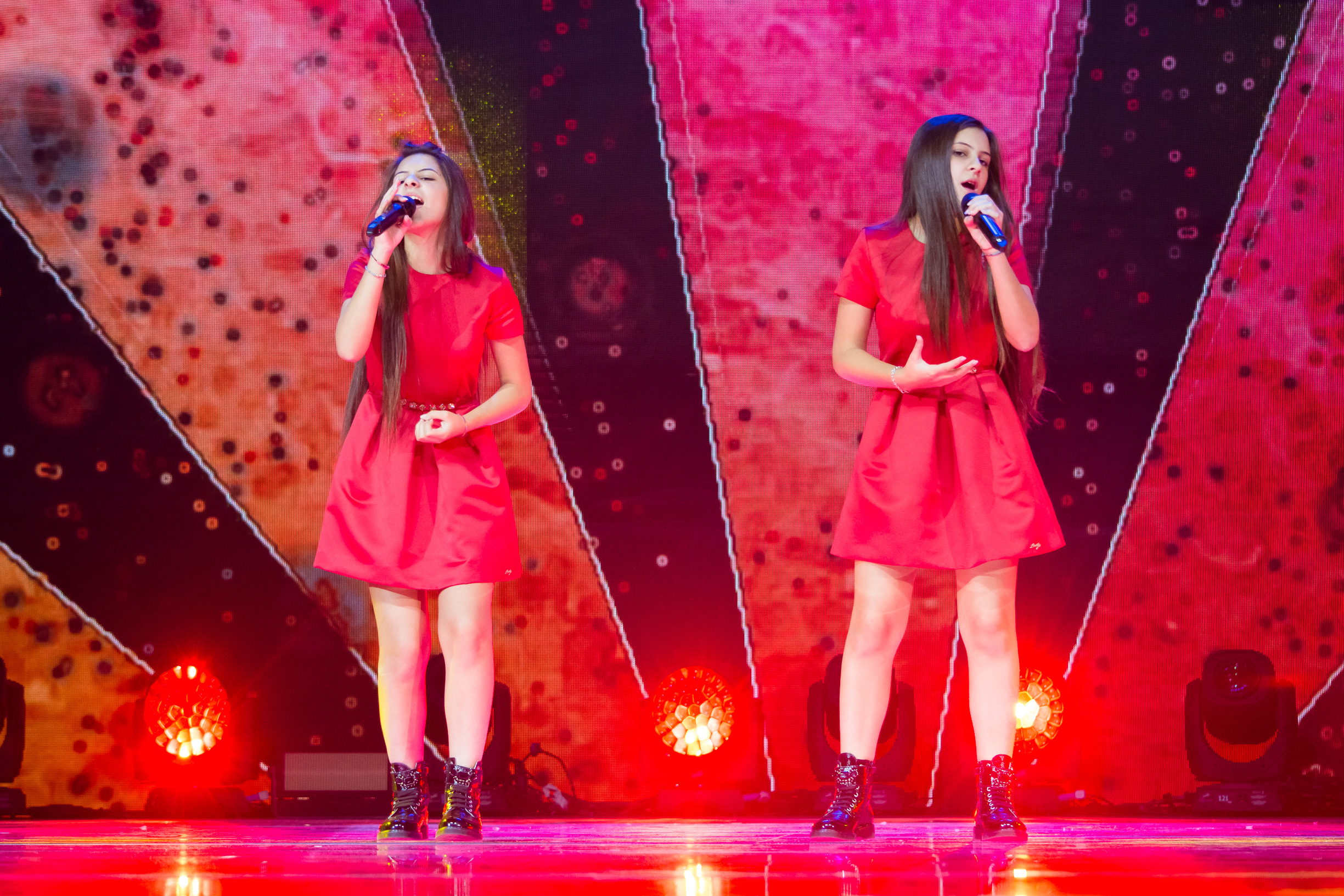
Chiara e Martina interpretando "Viva" em Sófia (2015)
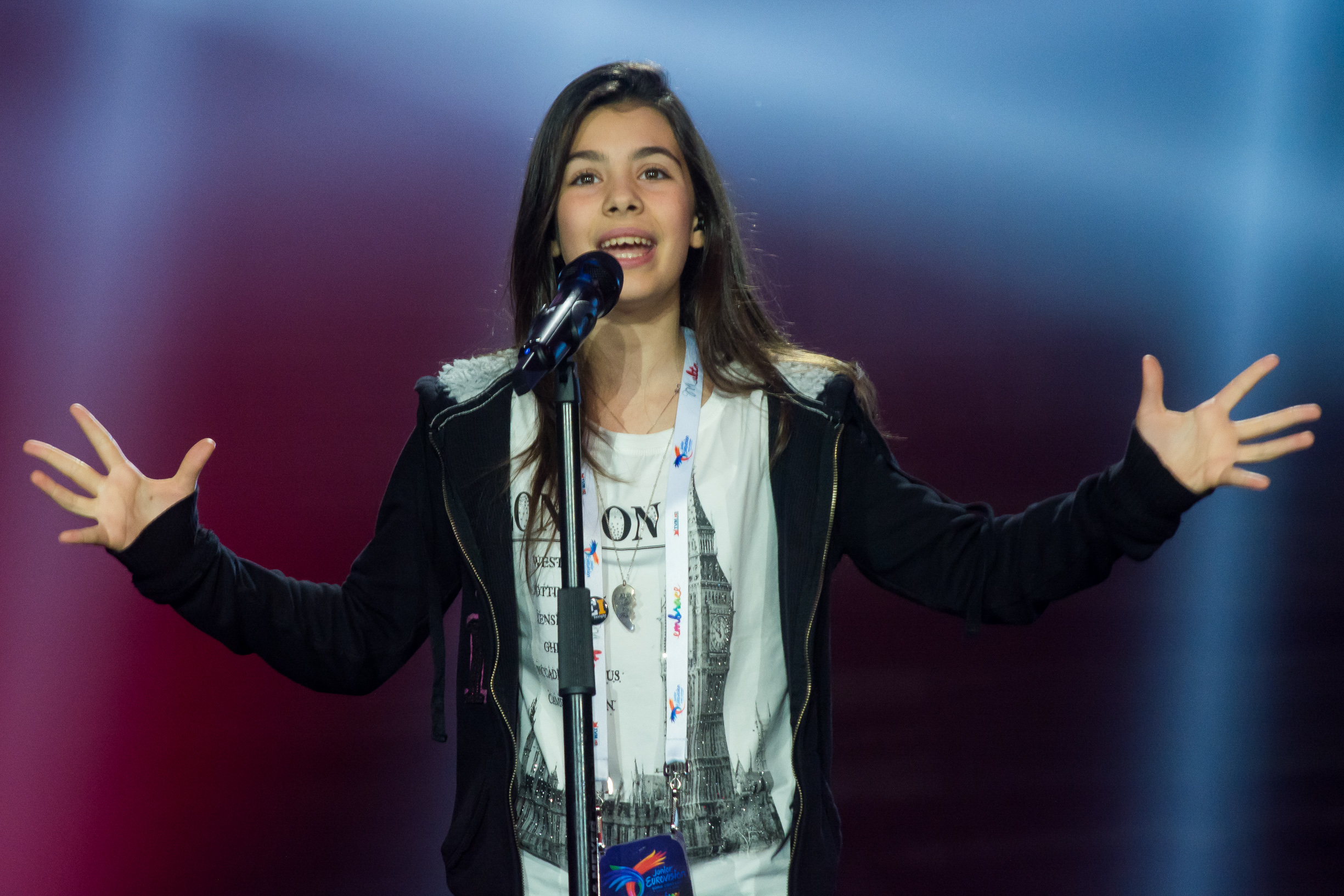
Fiamma Boccia cantando "Cara Mamma (Dear Mom)" em Valletta (2016)
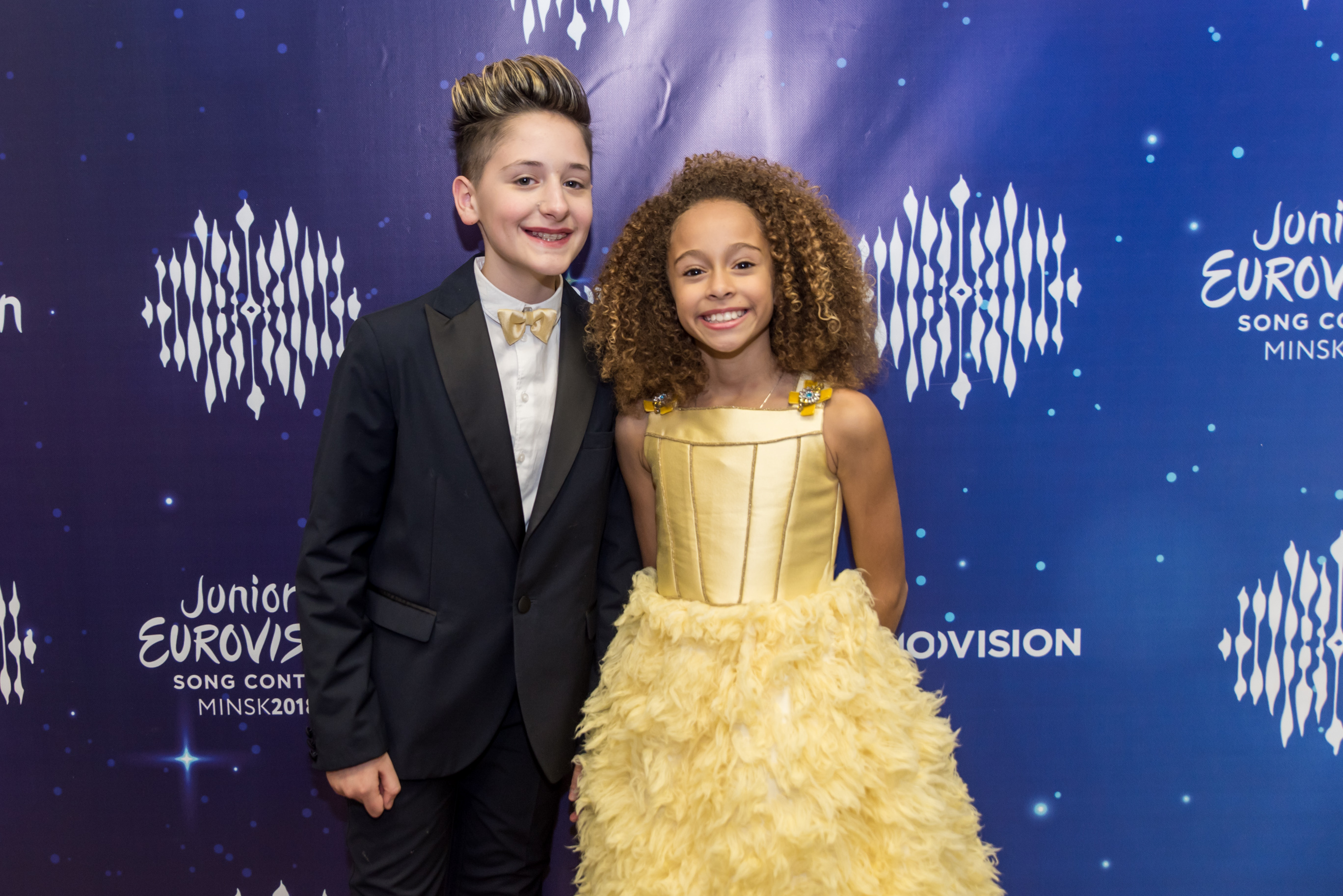
Mellissa e Marco em Minsk (2018)

## Comentadores e porta-vozes
| Anos | Canal           | Comentadores                                                              | Porta-voz          | Ref.          |
| ---- | --------------- | ------------------------------------------------------------------------- | ------------------ | ------------- |
| 2014 | Rai Gulp        | Antonella Clerici and Simone Lijoi                                        | Geordie            |               |
| 2015 | Rai Gulp        | Simone Lijoi                                                              | Vincenzo Cantiello | [ 5 ]         |
| 2016 | Rai Gulp        | Simone Lijoi and Laura Carusino Vignera                                   | Jade Scicluna      | [ 6 ]         |
| 2017 | Rai Gulp        | Laura Carusino and Mario Acampa                                           | Sofia Bartoli      | [ 7 ]         |
| 2018 | Rai Gulp        | Federica Carta and Mario Acampa                                           | Yan Musvidas       | [ 8 ]         |
| 2019 | Rai Gulp        | Mario Acampa and Alexia Rizzardi                                          | Maria Iside Fiore  | [ 9 ] [ 10 ]  |
| 2020 | Sem transmissão | Sem transmissão                                                           | Não Participou     | N/A           |
| 2021 | Rai Gulp        | Mario Acampa, Marta Viola and Giorgia Boni                                | Céleste            | [ 11 ]        |
| 2022 | Rai 1           | Mario Acampa, Francesca Fialdini, Rosanna Vaudetti and Gigliola Cinquetti | Vincenzo Cantiello | [ 12 ] [ 13 ] |
| 2023 | Rai 1           | Mario Acampa                                                              | Julia Wazne        | [ 14 ] [ 15 ] |